# 50719 Elizabethgriffin
50719 Elizabethgriffin este o planetă minoră (asteroid), cu un diametru de 3,307 km, din centura de asteroizi. A fost descoperită pe 1 martie 2000 la Observatorul Mount Lemmon de Catalina Sky Survey. 
Obiectul prezintă o orbită caracterizată de o semiaxă mare de 2,5820347326763 UAi, o excentricitate de 0,1348, o înclinație de 14,324255114748 ° în raport cu ecliptica.